# Vrhovnjak
Vrhovnjak je nenaseljeni otočić u hrvatskom dijelu Jadranskog mora. Nalazi se u Lastovskom kanalu, uz zapadni dio južne obale otoka Korčule, oko 720 m od njene obale. U skupini je otoka južno od naselja Prižba, a najbliži susjedni otok je Sridnjak, oko 130 metara istočno. Katastarski je dio općine Blato.
Njegova površina iznosi 0,136946 km². Dužina obalne crte iznosi 2065 m, a iz mora se uzdiže 23 m.